# Имер, Микаэль
Микаэль Имер (швед. Mikael Wondwosen Yemer; род. 9 сентября 1998 года, Скара, Швеция) — шведский профессиональный теннисист; победитель одного турнира ATP в парном разряде; финалист одного юниорского турнира Большого шлема в одиночном разряде (Уимблдон-2015).

## Общая информация
Начал играть в теннис в возрасте трёх лет со старшим братом Элиасом. Отец — Вондвосен, бывший профессиональный бегун; мать — Келем, доктор; братья — Элиас и Рафаэль. Его родители из Эфиопии.
Любимое покрытие — грунт. Любимый удар — бэкхенд. Любимые турниры — Бостад и Стокгольм.

## Спортивная карьера

### Юниорская карьера
Наилучшим достижением в юниорской карьере является выход в финал Уимблдонского турнира 2015, где он в финале проиграл американцу Райли Опелке в двух сетах со счётом 7-6(5), 6-4.

### 2016
Швед пропустил первые 8 месяцев сезона из-за травмы бедра. В октябре дошёл до полуфинала челленджера в Риме (Италия), где проиграл Яну Сатралу в трёх сетах.
В октябре вместе с братом Элиасом в парном разряде выиграли турнир в Стокгольме, обыграв в финале пару Мате Павич/Майкл Винус.

### 2017
Проиграл в первом раунде на Открытом чемпионате Майами Робину Хасе и на Trofeo Conde de Godó в Барселоне Андреасу Сеппи. В июле дошёл до полуфинала турнира челленджера в Бостаде, но проиграл Леонардо Майеру. В августе дошёл до четвертьфинала челленджера в Биелла (Италия), но проиграл португальцу Жуан Соуза.

### 2018
В июле на челленджере в Бостаде дошёл до четвертьфинала, где проиграл Педро Мартинесу Портеро из Испании. Затем на турнире ATP250 в том же Бостаде обыграл в первом раунде Дениса Истомина, но проиграл во втором Фабио Фоньини в трёх сетах. Стоит отметить, что Имер пожертвовал все призовые в пользу детей из неблагополучных семей Эфиопии. В октябре проиграл на турнире в Стокгольме в первом раунде латвийцу Эрнесту Гулбису.

### 2019
В январе Имер выиграл свой первый турнир серии челленджер в одиночном разряде в карьере. После двух поражений в финале в Мурсии и Бордо он выиграл второй трофей в Тампере в июле. На Открытом чемпионате Франции выиграл свой первый матч в основной сетке турнира Большого шлема, победив словенца Блаж Рола. Во втором раунде он уступил немцу, Александру Звереву в трёх сетах.
В августе проиграл в последнем раунде квалификации на Открытый чемпионат США корейцу Хён Чону. Третий титул серии челленджер Имер выиграл в Орлеане, где благодаря своей победе, он стал первым шведом в топ-100 после Робина Сёдерлинга в 2011 году. Затем в октябре в Муийрон-ле-Каптиф он выиграл свой четвёртый титул серии челленджер, обыграв в финале француза Матиаса Бурк.

### 2020
В январе через квалификацию пробился на турнир в Окленде. В первом раунде обыграл Фрэнсиса Тиафо в трёхсетовом поединке. А во втором круге проиграл Хуберту Хуркачу из Польши.
В январе на Открытом чемпионате Австралии Имер проиграл во втором круге Карену Хачанову в пяти сетах на решающем тай-брейке со счётом 8:10.

## Рейтинг на конец года
| Год  | Одиночный рейтинг | Парный рейтинг |
| 2020 | 94                | 1 108          |
| 2019 | 74                | 1 055          |
| 2018 | 255               |                |
| 2017 | 417               | 496            |
| 2016 | 497               | 276            |
| 2015 | 596               | 1 471          |
| 2014 | 1 254             |                |

По данным официального сайта ATP на последнюю неделю года.

## Выступление на турнирах

### Финалы турнировATPв одиночном разряде (1)

#### Поражение (1)
| Легенда                     |
| --------------------------- |
| Турниры Большого шлема (0)* |
| Финал АТР-тура (0)          |
| ATP Мастерс 1000 (0)        |
| АТР 500 (0)                 |
| АТР 250 (0+1)               |

| Титулы по покрытиям | Титулы по месту проведения матчей турнира |
| ------------------- | ----------------------------------------- |
| Хард (0+1)*         | Зал (0+1)                                 |
| Грунт (0)           | Зал (0+1)                                 |
| Трава (0)           | Открытый воздух (0)                       |
| Ковёр (0)           | Открытый воздух (0)                       |

* количество побед в одиночном разряде + количество побед в парном разряде.
| №  | Дата            | Турнир              | Покрытие | Соперник в финале | Счёт    |
| -- | --------------- | ------------------- | -------- | ----------------- | ------- |
| 1. | 29 августа 2021 | Уинстон-Сейлем, США | Хард     | Илья Ивашко       | 0-6 2-6 |

### Финалы турнировATPв парном разряде (1)

#### Победы (1)
| №  | Дата            | Турнир            | Покрытие | Партнёр    | Соперники в финале     | Счёт    |
| 1. | 23 октября 2016 | Стокгольм, Швеция | Хард (i) | Элиас Имер | Майкл Винус Мате Павич | 6-1 6-1 |